# Зайонц, Альберт Борисович
Альбе́рт Бори́сович Зайо́нц (26 декабря 1936, Москва — 28 марта 2014, там же) — российский гобоист и музыкальный педагог, солист Большого симфонического оркестра Всесоюзного радио и Центрального телевидения, лауреат международного конкурса, заслуженный артист РСФСР (1981).

## Биография
Родился в Москве в семье скрипача Бориса  Зайонца (1905—1963),  и Тамары Николаевны Зайонц (1910—1986), урождённой Рожковой, дочери главного инженера завода «Зингер» в Подольске. 
В 1956 году окончил Центральную музыкальную школу при Московской консерватории по классу Михаила Иванова, в 1960 году — Московскую консерваторию имени П. И. Чайковского по классу Анатолия Петрова. Будучи студентом консерватории, он занял третье место на VI Всемирном фестивале молодёжи и студентов в Москве.
В 1959 году работал солистом Комитета кинематографии СССР, в 1960—1961 годах — солистом симфонического оркестра Московской филармонии. В 1962 году он стал солистом Большого симфонического оркестра Всесоюзного радио и Центрального телевидения и проработал на этой должности более 30 лет. Будучи солистом БСО, Зайонц также играл в квинтете духовых инструментов камерного ансамбля Всесоюзного радио, в состав которого помимо него входили флейтист Александр Корнеев, кларнетист Владимир Тупикин, валторнист Борис Афанасьев и фаготист Владимир Власенко.

Об исполнительском мастерстве музыканта одобрительно отзывался народный артист СССР композитор Родион Щедрин: 
А. Зайонц играет очень выразительно, ясно, цельно, технически безупречно. Восхищает чёткость фразировки и артикуляции, точность нюансировки во всех градациях звучания, индивидуальная характеристика элементов фактуры. Искренность, сердечность, непосредственность, певучесть, поэтичность — характерные черты исполнительского мастерства Зайонца. Удивляешься, как молниеносно схватывает он и воспроизводит замысел композитора.
Воспитал троих сыновей. Старший сын Альберта Зайонца — дирижёр и виолончелист Дмитрий Яблонский.
Скончался 28 марта 2014 года после долгой болезни. Урна с прахом захоронена в колумбарии Донского кладбища.